# Troy McClure
Troy McClure este un personaj secundar din serialul de televiziune american Familia Simpson. Interpretat de Phil Hartman, a apărut pentru prima dată în episodul „Homer vs. Lisa and the 8th Commandment⁠(d)” din al doilea sezon. McClure este un actor specializat în producții cu buget redus, în special reclame duplicitare și filme educaționale inutile. Este protagonistul episodului „A Fish Called Selma⁠(d)”, în care se căsătorește cu Selma Bouvier⁠(d) pentru a-și salva cariera în declin și a îndepărta zvonurile despre viața sa personală. De asemenea, McClure este gazda episoadelor „The Simpsons 138th Episode Spectacular⁠(d)” și „The Simpsons Spin-Off Showcase⁠(d)”.
Personajul a fost modelat atât după actorii Troy Donahue⁠(d) și Doug McClure⁠(d), cât și după Hartman însuși. După uciderea lui Hartman în 28 mai 1998, două personaje din distribuția serialului au fost retrase, ultima sa apariție în rolul lui McClure a fost în episodul „Bart the Mother⁠(d)” din sezonul 10, la patru luni după moarte sa, și din acel moment doar ca personaj de fundal.  McClure este considerat drept unul dintre cele mai populare personaje ale serialului. În 2006, IGN l-a clasat pe McClure pe locul 1 în lista  „Top 25 de personaje secundare ale Familiei Simpson”.

## Biografie
Troy McClure este un stereotip al actorului hollywoodian. A fost star de cinema la începutul anilor 1970, dar cariera sa a intrat în declin din cauza zvonurilor despre o atracție sexuală față de pești. În majoritatea aparițiilor sale din serial, acesta găzduiește scurte videoclipuri pe care alte personaje le urmăresc la televizor sau într-un loc public. McClure prezintă adesea videoclipuri educaționale și reclame informative⁠(d). Aceste sunt adesea de calitate scăzută și prezintă informații eronate, insuficiente și incomplete. Personajul se introduce întotdeauna cu următoarea frază: „Salut, sunt Troy McClure. Poate vă amintiți de mine din [filme, videoclipuri educaționale, dublaje, etc.] precum...”, menționând întotdeauna două titluri. De exemplu, în episodul „Bart the Mother”, McClure prezintă un film despre păsări spunând: „Bună, sunt Troy McClure. Poate vă amintiți de mine din filme despre natură precum Earwigs: Eww! și Man vs Nature: The Road toVictory”. Când se prezintă la audiție pentru a interpreta personajul Poochie în episodul „The Itchy & Scratchy & Poochie Show⁠(d)”, acesta se recomandă în stilul său clasic, menționând rolurile din desenele animate Christmas Ape și Christmas Ape Goes to Summer Camp.
Cel mai important rol al personajului este în „A Fish Called Selma” din al șaptelea sezon. În acest episod, McClure începe o relație cu Selma Bouvier, pe care o întâlnește în timpul unui test oftalmologic susținut la școala de șoferi⁠(d) și acceptă să iasă la întâlnire cu ea dacă îl declară apt medical. Relația îi stimulează cariera, acesta fiind ales să joace în piesa de teatru muzical Stop the Planet of the Apes, I Want to Get Off! , inspirată de lungmetrajul Planeta maimuțelor. Mai mult, agentul său îi recomandă să o ceară în căsătorie pentru a-și stimula în continuare cariera. Fără să cunoască motivele din spatele deciziei sale, Selma acceptă propunerea și se mută în locuința lui McClure, o clădire modernistă similară cu Chemosphere⁠(d). La petrecerea burlacilor⁠(d), McClure, aflat în stare de ebrietate, îi dezvăluie lui Homer Simpson că întreaga căsătorie este o escrocherie pusă la cale pentru a-i ajuta cariera. Homer nu spune nimic la nuntă, dar mai târziu îi menționează lui Marge afirmațiile lui McClure, iar aceasta îi dezvăluie adevărul surorii sale. Cu toate acestea, Selma decide să rămână alături de el, însă este deranjată de agentul actorului, care le recomandă să facă un copil, fiind conștient că McClure va obține astfel rolul partenerului lui McBain în filmul McBain IV: Fatal Discharge. Selma, știind că nu poate să aibă un copil într-o relație lipsită de dragoste, îl părăsește pe McClure. Acesta obține în cele din urmă rolul, dar îl refuză pentru a regiza și juca în propriul său proiect produs de 20th Century Studios - The Contrabulous Fabtraption of Professor Horatio Hufnagelun.
De asemenea, McClure este gazda episoadelor „The Simpsons 138th Episode Spectacular⁠(d)” și „The Simpsons Spin-Off Showcase⁠(d)”. Primul reprezintă o privire din culise a Familiei Simpson, iar cel de-al doilea prezintă trei posibile spin-off-uri ale serialului.